# Acrapex syscia
Acrapex syscia är en fjärilsart som beskrevs av Fletcher 1961. Acrapex syscia ingår i släktet Acrapex och familjen nattflyn. Inga underarter finns listade i Catalogue of Life.